# Plaisance-du-Sud
Plaisance-du-Sud este o comună din arondismentul Anse-à-Veau, departamentul Nippes, Haiti, cu o suprafață de 107,97 km2 și o populație de 24.777 locuitori (2009).